# Stauropegion
Stauropegion (griechisch σταυροπηγίον, kirchenslawisch ставропигия, Plural Stauropegia) ist ein kirchenrechtlicher Status von Klöstern und Bruderschaften in den orthodoxen und den griechisch-katholischen Kirchen. Sie unterstehen direkt dem Patriarchen (oder dem Heiligen Synod in Russland 1721–1918) und nicht der regionalen kirchlichen Hierarchie.

## Etymologie
Das griechische Wort Stauropegion (von σταυρός, stauros = Kreuz, und πήγνυμι, pegnymi = bestätigen) meint die Kreuzesaufstellung, denn an dem Ort, wo das Kloster oder die neue Gemeindekirche gebaut werden sollte, wurde zuerst ein Kreuz aufgerichtet. Damit galt das Kloster oder die Gemeinde als gegründet.

## Geschichte

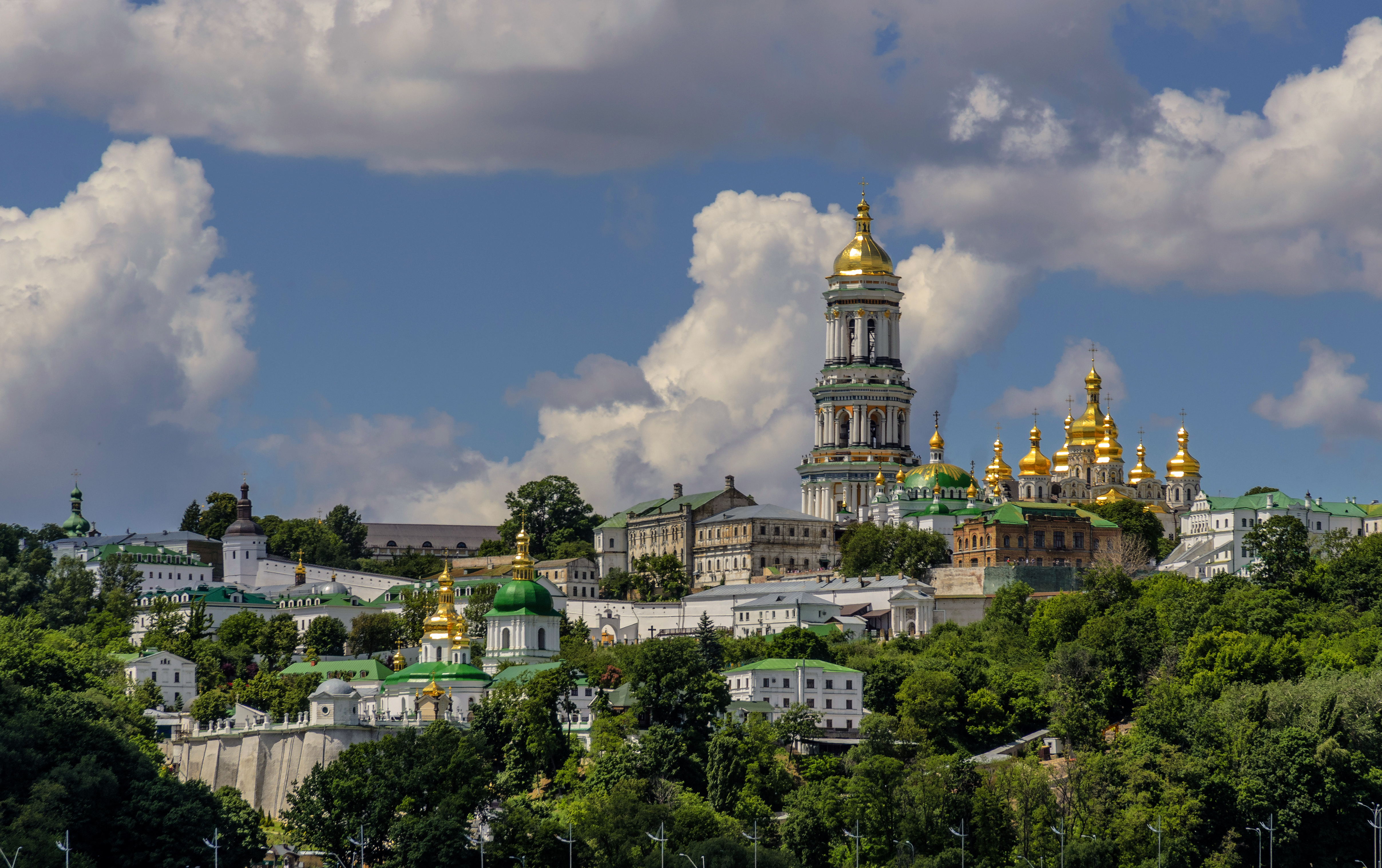
Höhlenkloster

Das Konzil von Chalcedon hatte 451 die Aufsicht über die Klöster den Bischöfen übertragen. Seit der Zeit des Abtes Theodoros Studites (Ende des 8. / Anfang des 9. Jahrhunderts) zogen die Patriarchen mehr und mehr die Vollmacht an sich, Klöster zu gründen und zu bestätigen – und damit sich selbst zu unterstellen. Stauropegiale Klöster genossen in der Vergangenheit oft ein hohes Maß an Unabhängigkeit, auch wegen der zum Teil erheblichen Entfernungen zum Patriarchen.
In Russland wurden seit der Errichtung des Patriarchats von Moskau 1588 einige Klöster direkt dem Patriarchen unterstellt, von 1721 bis 1918 dann dem Heiligen Synod.
In Polen-Litauen bekamen seit dem 16. Jahrhundert einige Klöster, wie das Kiewer Höhlenkloster, und Bruderschaften den Status des Stauropegion des Patriarchen von Konstantinopel.